# 320e régiment d'artillerie coloniale
Pour les articles homonymes, voir 320e régiment.
Le 320e régiment d'artillerie coloniale est une unité de l'armée française ayant participé à la bataille de France.

## Historique
Le régiment est créé entre le 5 et le 12 septembre 1939 à Rueil-Malmaison sous le nom 320e régiment d'artillerie coloniale portée (320e RACP) à partir d'éléments du 10e régiment d'artillerie coloniale,. Commandé par le lieutenant-colonel Dufour, il est équipé de 36 canons de 75 portés sur camions. Régiment de réserve de type A, il est formé à la mobilisation de 112 militaires d'actives, dont 12 officiers, pour plus de 1400 réservistes. Ils sont répartis en trois groupes de trois batteries chacun.
Pendant la drôle de guerre, le régiment est affecté à plusieurs secteurs fortifiés. Le 28 mai, il est placé sous les ordres du 24e corps d'armée avec son 8e groupe sous les ordres de 87e division d'infanterie d'Afrique à compter du 1er juin. Ce dernier s'installe dans la région de Bourguignon-sous-Coucy (Aisne) en appui du 18e régiment de tirailleurs algériens. Du 5 au 7 juin, le 8e groupe fait face à l'offensive allemande soutenant de tous ses feux l'infanterie. 
Le régiment retraite avec son corps d'armée à partir du 9 juin. Il est dissout en juillet 1940, après avoir perdu les deux tiers de ses effectifs pendant la bataille.